# Orepukia insula
Orepukia insula – gatunek pająka z rodziny Cycloctenidae. Występuje endemicznie na Nowej Zelandii.

## Taksonomia
Gatunek ten opisany został po raz pierwszy w 1973 roku przez Raymonda Roberta Forstera i Cecila Louisa Wiltona w czwartej części monografii poświęconej pająkom Nowej Zelandii. Jako miejsce typowe wskazano południowy zachód Wyspy Stewart.

## Morfologia
Holotypowa samica ma karapaks długości 3,5 mm i szerokości 2,4 mm oraz opistosomę (odwłok) długości 2,8 mm i szerokości 1,8 mm. Karapaks jest pomarańczowobrązowy z ciemnobrązowymi przepaskami wychodzącymi zza oczu bocznych, łączącymi się w jedną przepaskę na jamce i jako taka sięgającymi do tylnego jego brzegu. Ośmioro oczu rozmieszczonych jest w dwóch rzędach, spośród których w widoku grzbietowym przedni jest prosty, a tylny lekko odchylony. W widoku od przodu oba rzędy są lekko zakrzywione. Rudobrązowe szczękoczułki mają po 2 normalne i 5 drobnych zębów na przednich krawędziach bruzd i po 2 zęby na ich krawędziach tylnych. Odnóża są żółte z ciemnobrązowym obrączkowaniem. Kolejność par odnóży od najdłuższej do najkrótszej to: IV, I, II, III. Pazurki górne mają od 14 do 15 ząbków, zaś pazurki dolne 4 ząbki. Opistosoma jest czarniawa z czterema parami jasnych plamek pośrodku strony grzbietowej. Zaopatrzona jest w duży stożeczek. Kądziołki przędne przedniej pary są nieco większe niż tylnej.

## Występowanie
Gatunek ten jest endemitem Nowej Zelandii, znanym tylko z regionu Southland, z Wyspy Stewart.